# Ищериков, Пётр Фёдорович
Ищериков Пётр Фёдорович (15 июня 1892 года — 5 сентября 1961 года) — учёный, писатель, краевед. Участник Первой мировой, Гражданской и Великой Отечественной войн.

## Биография
Ищериков Пётр Фёдорович родился 15 июня 1892 года в с. Яново Нижегородской губернии в крестьянской семье.
Окончил церковно-приходское училище. В 1915—1918 годах служил в армии, участвовал в боях Первой мировой войны, в революционных событиях 1917 года, имел ранение. Работал инспектором республиканской библиотеки имени Горького.
В годы Великой Отечественной войны пошел на фронт, а в 1945 году был отозван Башкирским обкомом партии в Институт истории, языка и литературы имени М. Гафури в г. Уфу.
Работал с 1909 года сотрудником учреждений Уфимской губернии, с 1923 года — в Республиканской библиотеке имени М. Горького в Уфе, с 1930 года — директор областного библиотечного коллектора Башгиза, с 1938 года — в НК просвещения БАССР, в 1940—1941 годах — в Башкирском геологическом управлении, в 1945—1958 годах — в Институте языка и литературы, Горногеологическом институте.
Область научных интересов П. Ищерикова — археология, история, литература народов Башкортостана. Им был установлен факт пребывания Салавата Юлаева на каторге в Рогервике (Эстония).
При его участии обследовалось Уфимское городище II, Стерлитамакский могильник и др. Пётр Фёдорович боролся за сохранение старины, храмов города. Несмотря на усилия П. Ф. Ищерикова, Смоленский собор (Троицкая церковь) в Уфе был взорван.

## Научная деятельность
Ищериков Пётр Фёдорович — автор около 150 научных трудов, включая работу «Салават Юлаев — вождь башкирского народа и сподвижник Пугачёва» (1951).